# سراج التواریخ
کتاب مستطاب سراج التواریخ که با نام سراج التواریخ شناخته است، مفصل‌ترین کتاب تاریخ افغانستان است که رویدادهای افغانستان را در قرون ۱۸ و ۱۹ شرح می‌دهد. این کتاب به دستور حبیب‌الله خان و توسط فیض‌محمد کاتب نوشته شده است. بنابر برخی نقل‌ها کتاب سراج التواریخ در چهار جلد و برخی دیگر ادعا دارند که در پنج جلد نوشته شده است. سراج التواریخ با استناد به عهدنامه‌ها، فرمان‌ها و اسناد رسمی دولتی و انبوه مدارک در دارالانشاء دربار و آرشیو دولتی به رشته تحریر درآمده و صحت و اعتبار فراوان این اثر باعث شده است که بسیاری از مورخان دیگر از این کتاب به عنوان مرجع در مطالب خود نقل کنند.

## جلدها
کتاب سراج التواریخ در برخی نقل‌ها چهار و در برخی دیگر پنج جلد نقل شده است که اکنون چهار جلد از آن در دسترس است. جلد چهارم این کتاب در سال ۱۳۸۸ش خریداری شد و در آرشیو افغانستان قرار گرفت.

### جلد اول
جلد اول کتاب سراج التواریخ وقایع دوران پادشاهان سدوزایی را که از سال ۱۱۶۸ق/۱۱۳۳خ/۱۷۵۴م تا سقوط سلسله سدوزایی که در سال ۱۲۵۸ق/۱۲۲۰خ/۱۸۴۲م اتفاق افتاد و ۹۸ سال طول کشیده است شرح می‌دهد. نوشتن این کتاب در ۱۹۴ صفحه و با قطع بزرگ در سال ۱۳۲۵ق/۱۲۸۵خ/۱۹۰۷م تمام شد.

### جلد دوم
جلد دوم کتاب سراج التواریخ از دوران به قدرت رسیدن پادشاهان محمدزایی که از سال ۱۲۵۹ق/۱۲۲۲خ/۱۸۴۳م و همزمان با به قدرت رسیدن دوست محمد خان است آغاز می‌شود و تا سال ۱۲۹۷ق/۱۲۵۸خ/۱۸۷۹م که حکومت محمد یعقوب خان سقوط می‌کند را شرح می‌دهد. این کتاب در ۱۸۳ صفحه به قطع بزرگ نوشته شد و در سال ۱۳۳۱ق/۱۲۹۲خ/۱۹۱۳م به تألیف رسید. این جلد از کتاب همزمان با جلد اول در سال ۱۳۳۱ ه‍.ق در کابل به چاپ رسید.

### جلد سوم
جلد سوم کتاب سراج التواریخ مهم‌ترین جلد کتاب سراج التواریخ است که وقایع و حوادث افغانستان را از سال ۱۲۹۷ ه‍.ق که آغاز به سلطنت رسیدن عبدالرحمن خان است را تا سال ۱۳۱۴ ه‍.ق شرح می‌دهد. در این جلد از کتاب سراج التواریخ اوضاع سخت و خونبار افغانستان و جنایات عبدالرحمن خان علیه مردم افغانستان از جمله نسل‌کشی مردمان هزاره را شرح می‌دهد. جلد سوم کتاب در ۸۶۲ صفحه نوشته شده است و چاپ آن در سال ۱۳۱۳ ه‍.ق در کابل آغاز شد و پس از سه سال در سال ۱۳۱۶ ه‍.ق به اتمام رسید. دلیل طولانی بودن چاپ این جلد از کتاب به این خاطر هست که کتاب فصل به فصل و پس از بررسی و بازنگری دقیق به چاپ می‌رسید و به همین منظور در این جلد از کتاب برخی وقایع از سال‌های ۱۳۳۳ تا ۱۳۳۵ ه‍.ق نیز در آن درج شده است. در نسخه خریداری شده از جلد چهارم کتاب سراج التواریخ ۱۳۷ صفحه مطالب جلد سوم در آغاز جلد چهارم آورده شده که پایان این قسمت سال ۱۳۰۳ خورشیدی است و گفته شده که ظاهراً این قسمت، مطالبی از دوران عبدالرحمن خان آورده شده است که سانسور نشده و در نسخه چاپی جلد سوم این کتاب آورده نشده است. در آرشیو ملی افغانستان، نسخه دیگر از جلد سوم سراج التواریخ به خط خود کاتب هزاره موجود هست که در ۵۰۲ صفحه و به خط ریز نوشته شده است. این نسخه با نسخه‌های دیگر در برخی مطالب تفاوت‌هایی دارد و در پشت آن نوشته شده است که ممکن است این نسخه اصلی قبل از سانسور باشد. در این نسخه گزارش‌های مفصلی از حوادث، لشکرکشی‌ها و قتل‌عام‌های دوره حاکمیت عبدالرحمان خان آمده است که در نسخه‌های دیگر موجود نیست.

#### بخش دوم از جلد سوم سراج التواریخ
این کتاب وقایع پنج ساله ۱۳۱۴ تا ۱۳۱۹ هجری قمری را شامل می‌شود که در زمانش از چاپ بازداشته شده بود و در ۴۱۶ صفحه نوشته شده است.

### جلد چهارم
جلد چهارم کتاب سراج التواریخ در وقایع دوران حبیب‌الله خان از سال ۱۳۳۷ تا سال ۱۳۳۹ را در برمی‌گیرد که نگارش آن پس از فوت وی شروع و در سال ۱۳۴۴ ه‍.ق به پایان رسید اما اجازه چاپ نیافت. دولت افغانستان در سال ۱۳۸۷ جلد چهارم کتاب سراج التواریخ را از یک کتابخانه خصوصی خریداری کرد که به خط نستعلیق خود فیض محمد کاتب هزاره در ۱۴۶۷ صفحه و در قطع ۲۰ در ۱۷ سانتی‌متر نوشته شده است. مطابق نوشته خود کاتب هزاره صفحه آخر از این بخش از سراج التواریخ در ششم حوت/اسفند ۱۳۰۴ خورشیدی به پایان رسیده است. این جلد از کتاب در سال ۱۳۹۱ برای اولین بار چاپ شد.

### جلد پنجم
جلد پنجم کتاب به شرح احوالات دوران امان‌الله خان می‌پردازد که سرنوشت دقیقی از آن معلوم نیست.

## سانسور
سه جلد از کتاب سراج التواریخ تحت نظارت مستقیم حبیب‌الله خان، منشیان و شماری از مقامات برجسته حکومت وی نوشته شده است و در نسخه‌های قلمی از کتاب بخش‌هایی از سانسور و نظارتی که بر روی کتاب بوده دیده می‌شود. به نقل از خود کاتب، دست کم دوبار مقامات ارشد حکومتی از جمله محمود طرزی و قاضی سعدالدین خان تلاش کردند که کاتب را از نوشتن این کتاب بازدارند و خود مسئولیت نوشتن این کتاب را بر عهده بگیرند، اما حبیب‌الله خان هنگامی که دفاعیه کاتب را شخصاً شنید درخواست آنان را رد کرد و اجازه داد کاتب به نگارش کتاب ادامه دهد. کاتب در کتاب سراج التواریخ استبداد مرگبار عبدالرحمن خان و به ویژه قتل‌عام مردم هزاره، کوچ اجباری آنان و فروش به عنوان برده را توانست در کتاب شرح دهد و به تأیید پسرش حبیب‌الله خان بیاورد. اما بعدها در سال ۱۳۳۳ ه‍.ق حبیب‌الله خان متوجه این امر شد و هنگامی که جلد سوم کتاب در چاپخانه بود خواستار نابودی آن شد اما چند نسخه از آن سالم ماند و هنوز هم موجود است. تا ده‌ها سال هیچ دولتی از افغانستان با چاپ کامل مجموعه سراج التواریخ موافقت نمی‌کرد، تا آنکه در سال ۱۹۷۸ میلادی حکومت افغانستان، نسخه‌های خطی این کتاب به قلم خود کاتب را همراه با تذکرة الانقلاب و شماری از اسناد تاریخی دیگر خرید و در آرشیو ملی بایگانی کرد.

## شیوه نگارش
کتاب سراج التواریخ به زبان فارسی نوشته شده است و فیض‌محمد کاتب از روش حال نویسی بهره برده است.

## اهمیت سراج التواریخ
پژوهشگران معتقد هستند که مطالبی که فیض محمد کاتب هزاره در کتاب آورده به علت دسترسی وی به منابع و اسناد رسمی و دولتی معتبر هست و همه مطالب آن حقیقت هست که در هیچ منبع دیگری یافت نمی‌شود و به همین خاطر حبیب‌الله خان برای جلوگیری از افشاء حقایق دستور به نابودی جلد سوم کتاب داد.